# Vụ án buôn lậu 12 tấn heroin
Vụ án buôn lậu 12 tấn heroin, hay chuyên án 006N là một vụ án buôn lậu ma túy lớn với số lượng 32.000 bánh heroin có tổng khối lượng 12 tấn qua Lào - Việt Nam - Trung Quốc. Tính đến thời điểm xét xử sơ thẩm tháng 1 năm 2014, đây là vụ án ma túy lớn nhất tại Việt Nam.

## Cáo trạng
Theo cáo trạng của viện Kiểm sát Nhân dân tỉnh Quảng Ninh, từ tháng 10 năm 2007, Nguyễn Bích Ngọc bắt đầu mua ma túy của một đầu mối tại Thái Nguyên, sau đó vận chuyển lên cửa khẩu Móng Cái và đưa sang Trung Quốc tiêu thụ. Tháng 11, 2007, Bích Ngọc tiếp tục hợp tác với vợ chồng Đào Minh Tuấn, Nguyễn Thị Hạnh để tìm nguồn cung cấp ma túy. Trong chuyến đi đầu tiên, Bích Ngọc đã lấy của vợ chồng Tuấn 40 bánh heroin đưa sang Trung Quốc nhưng bị công an bắt nên phải tạm thời lẩn trốn.
Năm 2011, Bích Ngọc gặp lại vợ chồng Minh Tuấn và lên phương án mở lại đường dây. Ngọc liên tục nhận hàng từ vợ chồng Tuấn và đưa sang Trung Quốc khoảng hơn 100 bánh heroin từ tháng 8 năm 2011 đến tháng 1 năm 2012.
Tháng 2, 2012, công an Quảng Tây, Trung Quốc bắt 5 nghi phạm buôn ma túy. Họ khai nhận đầu mối của họ là Bích Ngọc. Sau đó công an Quảng Tây đề nghị cơ quan cảnh sát điều tra công an Quảng Ninh phối hợp phá án.
Sau hai tháng điều tra, tháng 4 năm 2012, công an tỉnh Quảng Ninh bắt khẩn cấp Bích Ngọc tại sân bay quốc tế Nội Bài.
Qua điều tra từ những lời khai của Nguyễn Bích Ngọc, công an phát hiện bốn đường dây ma túy xuyên quốc gia. Đường dây thứ nhất do Sa Văn Cầu cầm đầu, chuyên vận chuyển ma túy từ Lào sang Việt Nam rồi đưa sang Trung Quốc. Đường dây thứ hai do bị cáo Nguyễn Hùng Dũng và Sồng A Lâu cầm đầu. Đường dây thứ ba mua bán ma tuý heroin từ Việt Nam sang Trung Quốc do vợ chồng Nguyễn Thanh Tuân tổ chức. Đường dây thứ tư do Nguyễn Thị Hoàn, Nguyễn Ngọc Đoan cầm đầu.
Cơ quan điều tra đã làm rõ chỉ trong 6 tháng đầu năm 2012, đường dây ma túy của Sồng A Lâu đã vận chuyển hơn 40 chuyến hàng với hàng trăm bánh heroin từ Sơn Lan về Hà Nội, Quảng Ninh và các tỉnh thành khác tiêu thụ. Còn tính từ năm 2011 đến tháng 7 năm 2012, đường dây này đã tiêu thụ 3.428 bánh heroin, hơn 260.000 viên ma túy tổng hợp và hơn 16 kg ma túy đá sang Trung Quốc và nhiều tỉnh thành ở Việt Nam.
Trong quá trình vận chuyển, Lâu và Dũng cho đàn em sử dụng nhiều loại vũ khí như súng, lựu đạn, mìn tự chế… sẵn sàng chống trả lại lực lượng chức năng.

## Xét xử

### Sơ thẩm
Phiên tòa sơ thẩm xét xử vụ án với 89 bị cáo bắt đầu từ sáng ngày 3 tháng 1 năm 2014, kéo dài đến ngày 20 tháng 1 năm 2014. Chủ tọa phiên tòa là thẩm phán Nguyễn Văn Vương; đại diện viện Kiểm sát là các kiểm sát viên Nguyên Huy Thắng, Ngô Văn Canh; trong khi có tới 41 luật sư tham gia bào chữa cho các bị cáo.
Do số lượng bị cáo quá đông, phiên tòa đã được tổ chức ngay trong khuôn viên trại giam Công an tỉnh Quảng Ninh. Với bản cáo trạng hơn 100 trang, viện Kiểm sát Nhân dân tỉnh Quảng Ninh nhận định đây là đường dây mua bán, vận chuyển ma tuý xuyên quốc gia với số lượng đặc biệt lớn, nhiều chủng loại, thủ đoạn tinh vi, sẵn sàng sử dụng vũ khí chống trả.
Ngoài hành vi mua bán vận chuyển trái phép chất ma túy, các bị cáo còn bị xét xử về tội Đưa hối lộ, Làm môi giới hối lộ, Làm giả tài liệu của cơ quan tổ chức, Giả mạo trong công tác, Tàng trữ trái phép vũ khí quân dụng, Kinh doanh trái phép, Không tố giác tội phạm, v.v.
Sau 10 ngày xét hỏi, phiên tòa bước vào phần tranh tụng vào sáng 13 tháng 1 năm 2014. Đại diện viện Kiểm sát đề nghị tuyên phạt 34 bị cáo án tử hình, 9 người án tù chung thân, 42 người từ 36 đến 20 năm tù, 4 người còn lại từ 9 tháng đến 12 tháng treo..

### Phúc thẩm
Phiên tòa phúc thẩm bắt đầu vào ngày 16 tháng 6, 2014. Do số lượng bị cáo đông, TAND Tối cao đã phải dựng khung lều bạt dã chiến tại trại giam Công an tỉnh Quảng Ninh để tiến hành xét xử. Phiên tòa có sự tham gia bào chữa của 25 luật sư.

## Bản án
Ngày 20 tháng 1, 2014, tòa sơ thẩm tòa án Nhân dân tỉnh Quảng Ninh đã tuyên phạt 30 bị cáo án tử hình, 13 bị cáo lĩnh án tù chung thân, 46 bị cáo còn lại nhận mức án từ cảnh cáo tới 20 năm tù, tổng số ma túy là 32.000 bánh heroin, tương đương 12 tấn. Tòa án còn yêu cầu các bị cáo phải nộp lại khoản tiền lợi nhuận do làm ăn phi pháp để xung công quỹ Nhà nước là hơn 10 tỷ đồng.
Sau phiên tòa sơ thẩm, có 40 bị cáo xin kháng cáo giảm hình phạt, 1 bị cáo xin xem xét lại tội danh và 1 người khác kêu oan.
Chiều 19 tháng 6, 2014, sau bốn ngày xét xử phúc thẩm, tòa án Nhân dân Tối cao tại Hà Nội đã tuyên y án tử hình với 29 bị cáo, trong khi giảm mức hình phạt từ tử hình xuống chung thân cho bị cáo Nông Văn Len. Ngoài ra, hai bị cáo khác cũng được giảm mức hình phạt tù..

## Phản ứng
Sau khi bản án sơ thẩm được tuyên, đồng loạt nhiều tờ báo lớn trên thế giới như AFP, Daily Mail, Telegraph đã đưa thông tin về vụ án.
Ngày 12 tháng 2, phản ứng trước bản án này, ba tổ chức nhân quyền quốc tế là tố chức Giảm Thiệt hại Quốc tế, tổ chức Hoãn án Tử hình và Liên minh Thế giới Chống án Tử hình đã cùng kiến nghị Liên Hợp Quốc đóng băng khoản viện trợ phòng chống ma túy cho Việt Nam.